# Баранів (хутір)
Баранів (рос. Баранов) — хутір в Солнцевському районі Курської області Російської Федерації.
Населення становить 51 особу. Входить до складу муніципального утворення Іванівська сільрада.

## Історія
Населений пункт розташований на території українського етнічного та культурного краю Східна Слобожанщина.
Від 2004 року входить до складу муніципального утворення Іванівська сільрада.

## Населення
| 2002 | 2010 |
| ---- | ---- |
| 98   | ↘51  |